# Raining Blood
Raining Blood – utwór thrashmetalowego zespołu Slayer, pochodzący z płyty Reign in Blood. Został wydany jako singel przez Def Jam.
Utwór zaczyna się od dźwięków błyskawic i deszczu, przechodząc w jeden z najsłynniejszych riffów w muzyce thrashmetalowej.

## Interpretacje
W 2001 roku wydany został cover utworu, wykonany przez Tori Amos, zaś w 2006 grupa Vader nagrała swoją wersję tego utworu na japońskie wydanie płyty Impressions in Blood. Znalazł się on również w jednym z odcinków South Parku. Utwór był wykonywany także przez grupę Chimaira – został wydany na wydawnictwie 2000-12-29: Cleveland, OH, USA.